# Plaza Bolívar din Lima
Plaza Bolívar este cunoscută și sub denumirea de Plaza Congresului sau Plaza Inchiziției, deoarece este înconjurată de Palatul Legislativ care este sediul Congresului din Peru și locul fostului Tribunal al Inchiziției. Este situat în cartierul Barrios Altos din Centrul Istoric din Lima, capitala statului Peru. Este situat la al doilea cvartal al bulevardului Abancay, la trei cvartale est de Plaza Mayor din Lima.
Adunările și paradele se desfășoară în piață în timpul sărbătorilor naționale datorită lui Simon Bolivar, aceasta fiind eliberatorul a cinci țări sud-americane, fiind numele omonim al pieței.

## Galerie

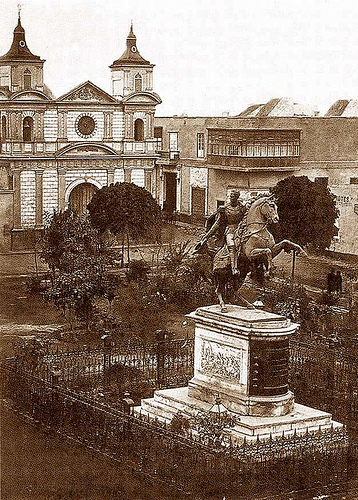
Plaza Bolivar cu Biserica Maicii Domnului a Carității în anii 1800
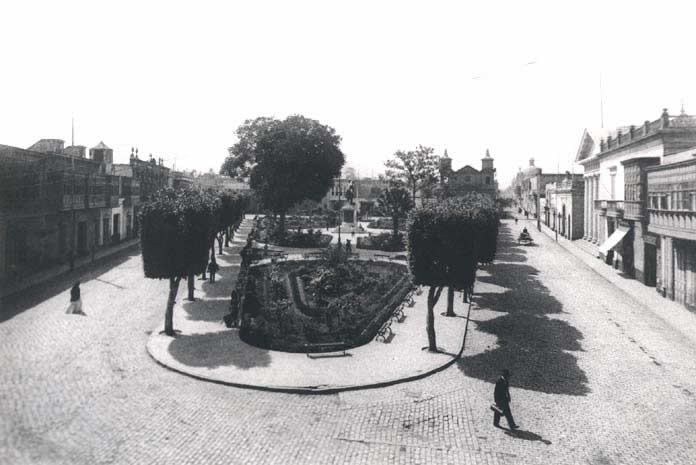
Plaza Bolivar în anii 1800
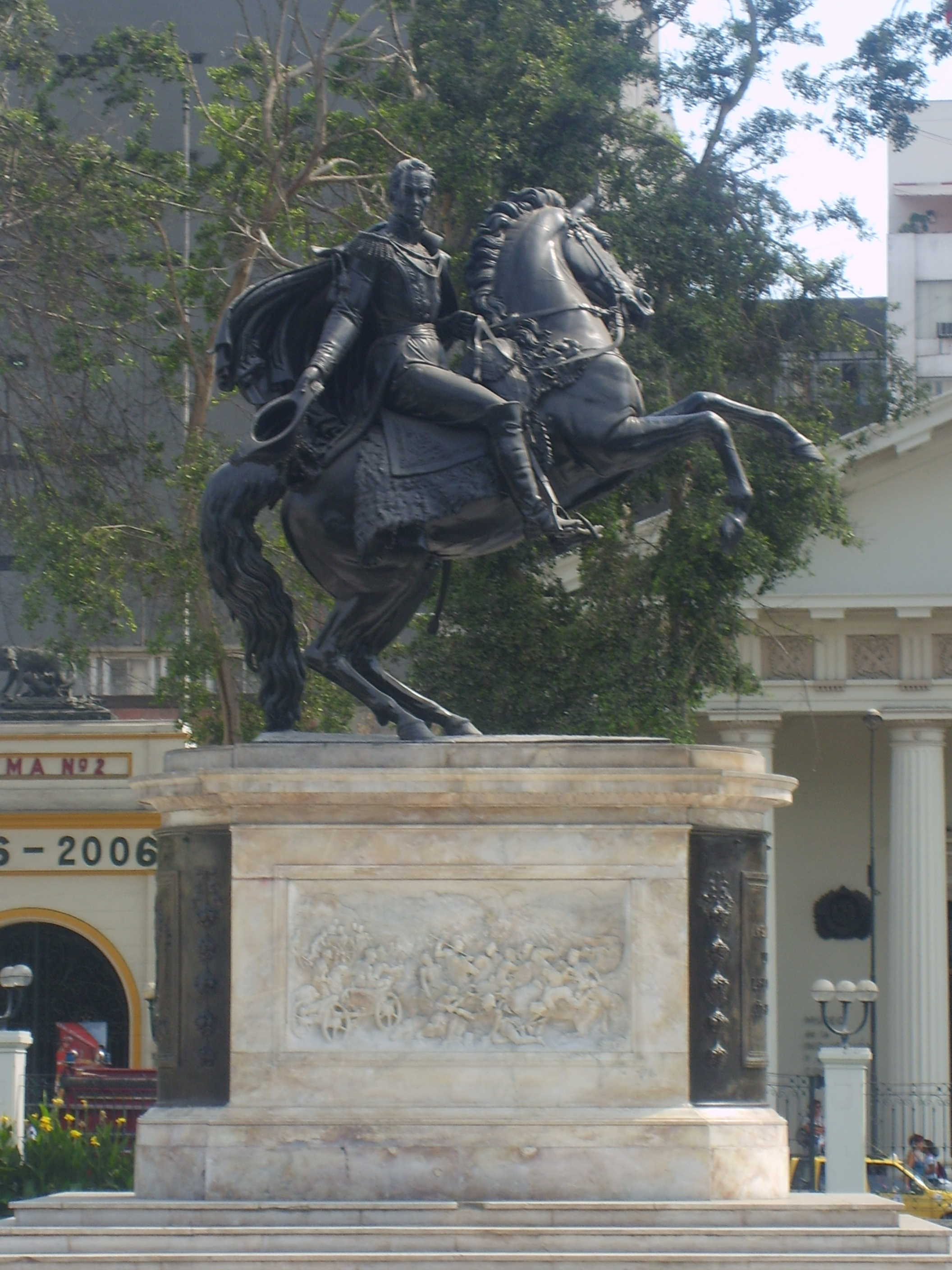
Statuia lui Simon Bolivar